# 서울삼성초등학교
서울삼성초등학교는 대한민국 서울특별시 관악구 신림동에 있는 공립 초등학교이다.

## 학교 연혁
- 1972년 10월 23일 서울삼성국민학교 개교(설립인가 8월 3일)
- 1996년 3월 1일 현재 교명으로 변경[1]
- 2007년 2월 9일 다목적 강당 준공 (멀티실, 수준별교실, 어학실 등)
- 2008년 10월 10일 도래샘도서관 개관
- 2009년 1월 29일 교실환경개선[2]
- 2009년 2월 28일 과학실 및 자료실 현대화
- 2009년 3월 26일 아동 식당(맛나샘) 개관
- 2009년 3월 31일 학습준비물센터 완비
- 2009년 5월 8일 생태공원 조성
- 2009년 9월 21일 본관 및 후관 화장실 개선
- 2010년 3월 17일 세면실(샘물나라) 설치
- 2010년 5월 20일 정문 옆 민방위용수 창고 리모델링(녹색어머니실 준공)
- 2010년 8월 30일 운동장 스탠드 및 조회대 개보수, 아리수 음수대(32대) 설치
- 2011년 2월 25일 방송실 현대화, 외벽보수
- 2011년 3월 15일 학교 보안관실 설치
- 2013년 5월 1일 꿈동산 정비 및 각종 꽃과 나무 식재
- 2013년 6월 13일 아름다운 학교 담장 꾸미기 실기(서울대 연계)
- 2013년 7월 18일 국립서울병원과 MOU체결
- 2013년 9월 9일 관악 문화관 도서관과 MOU체결
- 2013년 11월 18일 급식실 옥상 방수공사 및 교사휴게실, 교실 미송몰딩 설치
- 2015년 4월 10일 농산촌 체험학습 황룡마을 영농조합법인과 MOU체결
- 2015년 10월 2일 통학로 개선 공사
- 2015년 12월 7일 유치원 CCTV 설치공사
- 2016년 2월 5일 제42회 졸업 70명(누계 18781명)
- 2016년 3월 1일 22(1)학급 편성
- 2016년 3월 1일 서울형 혁신학교 지정
- 2016년 7월 4일 해충방제 서비스 계약
- 2016년 9월 1일 삼성에코스쿨 조성
- 2016년 12월 27일 유치원 통로입구 차양 설치, 노후담장 교체(메시형 울타리), 학교 역사의 벽 조성(본관 계단)
- 2017년 2월 16일 제43회 졸업 58명(누계 18839명)
- 2017년 3월 1일 22(1)학급 편성
- 2017년 9월 10일 운동장 개선 정비 공사
- 2017년 9월 14일 유치원 내부환경개선공사(씽크대 등)
- 2017년 10월 10일 어린이 활동공간 지적 개선
- 2018년 2월 12일 제44회 졸업식(졸업68명, 18907명)
- 2018년 2월 20일 CCTV 신규설치 및 케이블 공사, 교사동(부분) 냉난방 개선공사
- 2018년 2월 27일 유치원 각반 자료보관함 설치, 유치원 1,2층 덤웨이터 안전문 설치
- 2018년 3월 1일 21(1)학급 편성
- 2018년 3월 2일 제15대 송기철 교장 부임
- 2019년 2월 14일 제45회 졸업 60명(누계 18967명)
- 2019년 3월 1일 20(1)학급 편성

## 참고 자료
- 서울삼성초등학교 - 한국교육학술정보원 학교알리미